# Monteros
Monteros jest argentyńskim miastem leżącym w prowincji Tucumán. Stolica departamentu Monteros. 
Według spisu z roku 2001 miasto zamieszkiwało 22 236 ludzi, a w roku 2006 liczyło około 28 tys. mieszkańców.
Miasto jest siedzibą klubu piłkarskiego Ñuñorco.

## Linki zewnętrzne

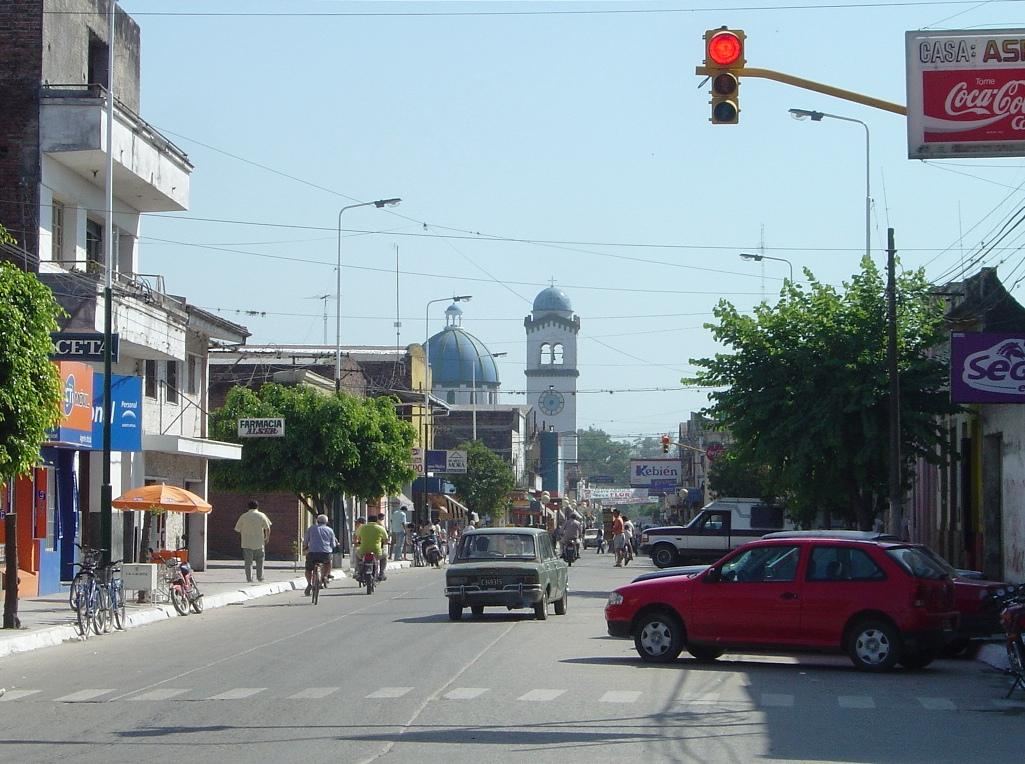
Ulica Cristóbal Colón w mieście Monteros
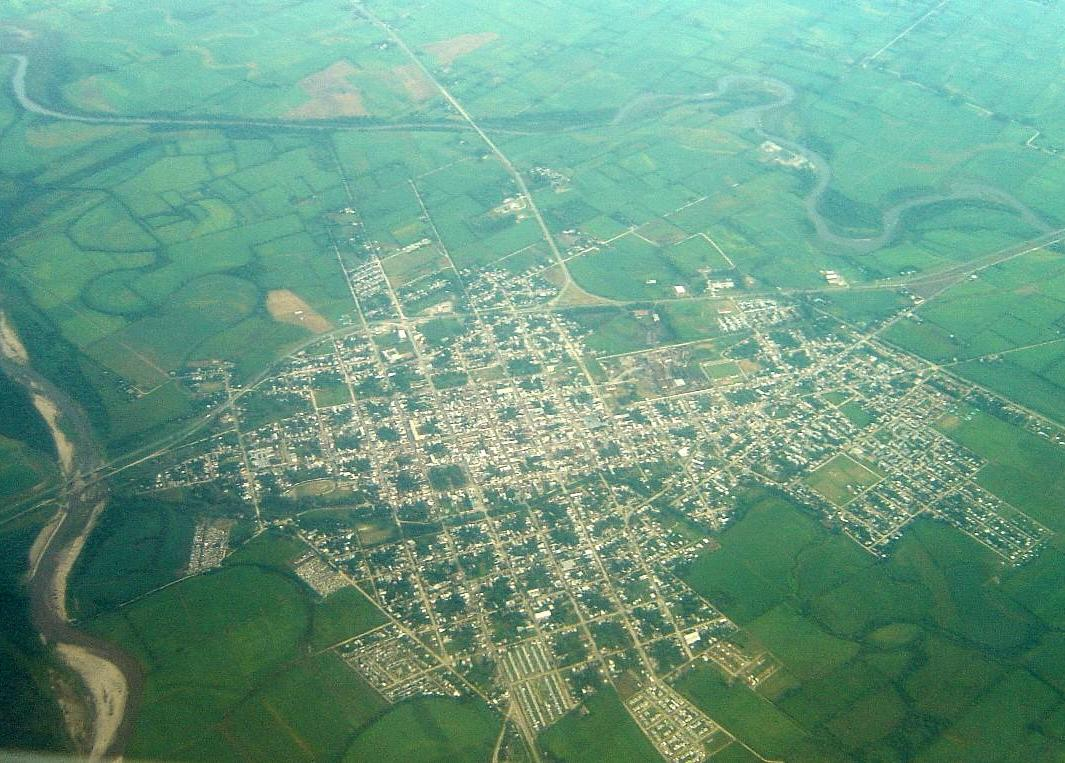
Widok miasta Monteros z samolotu